# Europaparlamentsvalet i Österrike 1999
Europaparlamentsvalet i Österrike 1999 ägde rum söndagen den 13 juni 1999. Drygt 5,8 miljoner personer var röstberättigade i valet om de 21 mandat som Österrike hade tilldelats innan valet. I valet tillämpade landet ett valsystem med partilistor, d’Hondts metod och en spärr på 4 procent för småpartier. Österrike var inte uppdelat i några valkretsar, utan fungerade som en enda valkrets i valet. Eftersom Österrike hade anslutit sig till EU 1995, mitt i en valperiod, hade landet hållit ett eget extrainsatt Europaparlamentsval 1996. Valet 1999 var således det första Europaparlamentsvalet i Österrike som hölls samtidigt som de andra medlemsstaterna.
Valets vinnare var Socialdemokraterna, som blev största parti och ökade med ett par procentenheter jämfört med valet 1996. Det gav partiet ytterligare ett mandat och därmed sju mandat totalt. Även kristdemokratiska Österrikiska folkpartiet, förra valets största parti, ökade något och kunde därmed behålla sina sju mandat. Dock ökade partiet inte tillräckligt mycket för att behålla positionen som största parti. Högerextrema Frihetspartiet (FPÖ) och liberala Liberales Forum var valets förlorare. FPÖ minskade med över fyra procentenheter och miste därmed ett mandat. Liberales Forum klarade inte av att passera fyraprocentsspärren och miste sitt enda mandat. Samtidigt ökade De gröna med ett par procentenheter, vilket gav partiet totalt två mandat. I övrigt klarade inget annat parti av att passera fyraprocentsspärren och vinna mandat.
Valdeltagandet rasade från 67,73 procent till 49,40 procent, vilket motsvarade en minskning på över 18 procentenheter. Det resulterade också i att nästan alla partier minskade i antal röster jämfört med valet 1996. Valdeltagandet låg därmed på ungefär samma nivå som för hela unionen i genomsnitt. Dock var valdeltagandet mycket lågt jämfört med valen till Österrikes parlament.

## Valresultat
|                                                                                                  |          |  |            |        |
|                                                                                                  | Andel    |  | Antal      | Mandat |
| Socialdemokraterna                                                                               | 31,71 %  |  | 888 338    | 7      |
| Socialdemokraterna                                                                               | +2,56 %  |  | –217 572   | +1     |
| Österrikiska folkpartiet                                                                         | 30,67 %  |  | 859 175    | 7      |
| Österrikiska folkpartiet                                                                         | +1,02 %  |  | –265 746   | ±0     |
| Frihetspartiet                                                                                   | 23,40 %  |  | 655 519    | 5      |
| Frihetspartiet                                                                                   | –4,13 %  |  | –389 085   | –1     |
| De gröna                                                                                         | 9,29 %   |  | 260 273    | 2      |
| De gröna                                                                                         | +2,48 %  |  | +2 023     | +1     |
| Liberales Forum                                                                                  | 2,66 %   |  | 74 467     | 0      |
| Liberales Forum                                                                                  | –1,60 %  |  | –87 116    | –1     |
| Övriga partier och kandidater                                                                    | 2,27 %   |  | 63 581     | 0      |
| Övriga partier och kandidater                                                                    | –0,34 %  |  | –35 296    | ±0     |
| Ogiltiga och blanka röster                                                                       | 3,02 %   |  | 87 380     | 0      |
| Ogiltiga och blanka röster                                                                       | –0,40 %  |  | –47 013    | ±0     |
| Valdeltagande                                                                                    | 49,40 %  |  | 2 888 733  | 21     |
| Valdeltagande                                                                                    | –18,33 % |  | –1 039 805 | ±0     |
| Antal röstberättigade 5 847 660 07 EPP-ED 07 PES 00 ELDR 02 G/EFA 00 GUE/NGL 00 UEN 00 EDD 05 NI |          |  |            |        |